# 水野なみ
水野 なみ（みずの なみ、9月16日 - ）は、日本の女性声優。リマックス所属。大阪府出身。

## 人物
自身のTwitterプロフィール欄によると、ウサギが好きで、競馬ファンでもあり、自身のTwitterでは競馬関係者のアカウントをいくつかフォローしている。また乗馬のライセンスを所持していることを同じく自身のTwitterでのプロフィール欄にて表明している。

## 出演
太字はメインキャラクター。

### テレビアニメ
- 純情ロマンチカ2（2008年、幼児）
- FAIRY TAIL（2010年、トームマン）
- 輪るピングドラム（2011年、カエル〈♀〉、大人）
- あんさんぶるスターズ!（2019年、女子生徒）
- アイドリッシュセブン Second BEAT!（2020年、女性店員）
- SHY（2023年、野次馬）
- はーい!ミャクミャクです（2025年、ミャクミャク[2]）

### 劇場アニメ
- イヴの時間（フランス・パリ開催JAPANEXPO）
- RE:cycle of the PENGUINDRUM [後編] 僕は君を愛してる（2022年）

### ゲーム
- 鋼鉄戦記 C21 (セルピリス)
- コズミックブレイク2（ナクタシャ）
- 18～キミトツナガルパズル～ (龍を統べる麻雀天女 アンジュ)
- 武装少女 (八雲黒子、マルカ・フロロヴァ)
- ヒーローズ・ヒストリア (ククル、エリュン)
- うんコレ！(アリス)
- Zold:Out～鍛冶屋の物語 (アイリーン、リサ、ジェイン、ミリィ)
- ヤマトクロニクル覚醒 (阿)
- デモンゲイズ（ユピテル、エリス）
- 東京新世録 オペレーションアビス（ン・テヒョン、パトリシア）
- CRG1DREAM〜最強馬決定戦（秘書/島崎/競馬ファン/千秋）
- ガチンコプロ野球（下田奈美）
- シークレットゲーム（かれん）
- 龍が如く4（関西女）
- ロードオブアポカリプス
- 謎惑館 〜音の間に間に〜
- いきものづくりクリエイトーイ
- aisp@ce（テクノアイドル）
- ゴシックは魔法乙女〜さっさと契約しなさい!〜（ロザリー、ヘカトリオン）
- ローカルディア・クロニクル（シド＝レヴィ）
- アナザーエデン（レレ、リンリー）
- ファイトリーグ（トンでる歌姫 ネネメタル）
- デススマイルズI・II（ロザリー）

### 吹き替え
- ボルテージMAX（キャンディ）
- ザ・クロコダイル 人喰いワニ襲来（ウェン）
- ジュラシックブリーダー（コリン）
- 萌酒とむりえシリーズ（トムリエ）

### ナレーション
- 射駒・ゼットンのやまキン改造計画
- 射駒×ゼットン×やまキンのマイホへようこそ
- LEGOFriends
- かねふく めんたいパーク2013
- 電撃だいおうじ

### イベントMC
- つくものがたりドラマCD発売記念イベント

### CM
- かねふく（タラピヨ）

## ディスコグラフィ

### キャラクターソング
| 発売日        | タイトル                                                                      | 歌                     | 楽曲                                         | 備考                                                        |
| ------------- | ----------------------------------------------------------------------------- | ---------------------- | -------------------------------------------- | ----------------------------------------------------------- |
| 2016年4月29日 | わたしたち魔法乙女です☆                                                       | LOVE☆MAXガールズ       | 「わたしたち魔法乙女です☆」                  | ゲーム『ゴシックは魔法乙女～さっさと契約しなさい!～』関連曲 |
| 2016年8月12日 | 乙女全力☆マジsummer                                                           | LOVE☆MAXガールズ       | 「乙女全力☆マジsummer」                      | ゲーム『ゴシックは魔法乙女～さっさと契約しなさい!～』関連曲 |
| 2017年4月29日 | 胸ドキしたら君のモノ                                                          | LOVE☆MAXガールズ 紅組  | 「胸ドキしたら君のモノ」                     | ゲーム『ゴシックは魔法乙女～さっさと契約しなさい!～』関連曲 |
| 2019年8月19日 | Forever dance machine ～踊リツヅケロ！～                                      | ファビュラスダークネス | 「Forever dance machine ～踊リツヅケロ！～」 | ゲーム『ゴシックは魔法乙女～さっさと契約しなさい!～』関連曲 |
| 2020年6月24日 | ゴシックは魔法乙女 キャラクターソングCD ロザリー「ロザリーのツンツン☆成長期」 | ロザリー（水野なみ）   | 「ロザリーのツンツン☆成長期」                | ゲーム『ゴシックは魔法乙女～さっさと契約しなさい!～』関連曲 |